# Suuri-Roiha
Suuri-Roiha är en ö i Finland. Den ligger i sjön Pihlajavesi och i kommunen Puumala i den ekonomiska regionen  S:t Michel och landskapet Södra Savolax, i den södra delen av landet, 240 km nordost om huvudstaden Helsingfors. Öns area är 2,4 hektar och dess största längd är 380 meter i sydöst-nordvästlig riktning.